# 18943 Elaisponton
18943 Elaisponton este un asteroid din centura principală de asteroizi.

## Descriere
18943 Elaisponton este un asteroid din centura principală de asteroizi. A fost descoperit pe 25 august 2000 la Socorro, New Mexico, în cadrul proiectului LINEAR. Asteroidul prezintă o orbită caracterizată de o semiaxă mare de 2,40 ua, o excentricitate de 0,12 și o înclinație de 6,4° în raport cu ecliptica.